# Nomologische Validität
Nomologische Validität (engl. nomological validity) bezeichnet in der multivariaten Statistik einen Teilaspekt der Konstruktvalidität und liegt vor, wenn die hypothetischen kausalen Zusammenhänge zwischen mehreren Konstrukten bestätigt werden können.

## Geschichte
Die Vorstellung von nomologischer Validität wird spätestens von Bagozzi (1980) erwähnt.

## Feststellung
Nomologische Validität ist nur ein Baustein, um die Konstruktvalidität eines Konstrukts festzustellen. Weitere Bausteine sind Konvergenzvalidität, Diskriminanzvalidität sowie Inhaltsvalidität auf Basis einer Definition des Konstrukts.
Die Überprüfung der nomologischen Validität ist nur dann möglich, wenn das zu messende Konstrukt zu anderen Konstrukten, von denen als valide geltende Skalen existieren, in theoretischem Zusammenhang steht. Die nomologische Validität gilt dann als erwiesen, wenn dieser Zusammenhang sich mit der zu überprüfenden Skala nachweisen lässt.

## Kritik
Die Verwendung der nomologischen Validität wird von John R. Rossiter kritisiert, der einzig die Inhaltsvalidität als wesentlichen Kern der Konstruktvalidität betont, ja Inhalts- und Konstruktvalidität sogar gleichsetzt. Diese Auffassung wird wiederum von Adamantios Diamantopoulos kritisiert, der auf die Bedeutung u. a. der nomologischen Validität hinweist.